# Clarence Emerson
Pour les articles homonymes, voir Emerson.
Clarence Emerson (1901-1963) est un homme d'affaires et un homme politique canadien.

## Biographie
Clarence Emerson naît le 24 janvier 1901 à Saint-Jean, au Nouveau-Brunswick.
Il est nommé sénateur conservateur sur avis de John Diefenbaker le 12 octobre 1957 et le reste jusqu'à sa mort, le 25 septembre 1963.